# Rukomet na OI 1988.
Rukomet na Olimpijskim igrama u Seulu 1988. uključivao je natjecanja u muškoj i ženskoj konkurenciji.

## Osvajači medalja

### Muški
| Zlato | Srebro | Bronca |
| --- | --- | --- |
| SSSR Andrey Lavrov Aleksandr Tuchkin Aleksandr Rymanov Aleksandr Karshakevich Yuri Nesterov Georgi Sviridenko Andrei Chumentsev Mikhail Vasiliev Vyacheslav Atavin Valdemar Novitski Igor Chumak Konstantin Sharovarov Valeri Gopin | Južna Koreja Yoon Tae-Il Kim Jae-Hwan Shin Yung-Suk Park Do-Hun Park Young-Dae Koh Suk-Chang Roh Hyun-Suk Oh Young-Ki Choi Suk-Jae Kang Jae-Won Lee Sang-Hyo Lee Jin-Suk Shim Jae-Hong | SFR Jugoslavija Momir Rnić Zlatko Saračević Iztok Puc Goran Perkovac Irfan Smajlagić Zlatko Portner Veselin Vujović Jožef Holpert Mirko Bašić Alvaro Načinović Slobodan Kuzmanovski Ermin Velić Rolando Pušnik Boris Jarak Muhamed Memić |

### Žene
| Zlato | Srebro | Bronca |
| --- | --- | --- |
| Južna Koreja Song Ji-Hyun Han Hyun-Sook Kim Choon-Rye Kim Myung-Soon Lee Ki-Soon Kim Hyun-Mee Kim Mi-Sook Suk Min-Hee Son Mi-Ha Lim Mi-Kyung Kim Kyung-Soon Sung Kyung-Hwa | Norveška Cathrine Svendsen Heidi Sundal Hanne Hegh Hanne Hogness Karin Singstad Trine Haltvik Ingrid Steen Karin Pettersen Annette Skottvoll Kristin Midthun Kjerstin Andersen Berit Digre Susann Goksør Marte Eliasson Vibeke Johnsen | SSSR Natalya Mitryuk Larisa Karlova Zinaida Turchina Marina Bazanova Natalya Morskova Tatyana Gorb Elena Nemashkalo Tatyana Djandjgava Natalya Anisimova Svetlana Mankova Yevgeniya Tovstogan Olga Semenova Natalya Rusnachenko Ellina Guseva |